# روی وزاکا
روی وزاکا (ژاپنی: 佐光 塁؛ زادهٔ ۱۴ ژوئن ۱۹۸۸) یک بازیکن فوتبال اهل ژاپن است.
از باشگاه‌هایی که در آن بازی کرده‌است می‌توان به باشگاه فوتبال گیفو اشاره کرد.